# Конный Могой
Конный Могой — село в Володарском районе Астраханской области России, входит в состав Новокрасинского сельсовета. Население 122 человек (2010)

## География
Конный Могой расположено в юго-восточной части Астраханской области, в дельте реки Волги и находится
на берегу реки Конной. Расстояние до села Новокрасного по прямой составляет менее 3 километров, однако они расположены на противоположных берегах реки, ближайший мост через которую находится между сёлами Ватажка и Марфино на территории соседнего сельсовета. Таким образом, расстояние между Конным Могоем и Новокрасным по автодорогам составляет более 18 километров. Между сёлами действует нерегулярная лодочная переправа, доступная для пешеходов, но не для автотранспорта. Дети Конного Могоя пользуются ей по дороге в ближайшую школу, расположенную в Новокрасном.
Абсолютная высота территории, занимаемой селом, составляет около 23 метра ниже уровня моря.
Уличная сеть
состоит из пяти географических объектов:
- Переулки — Тихий пер., Фермерский пер.
- Улицы — ул. Колхозная, ул. Пушкина, ул. Северная

Климат
умеренный, резко континентальный, характеризуется высокими температурами летом и низкими — зимой, малым количеством осадков, а также большими годовыми и летними суточными амплитудами температуры воздуха.
Часовой пояс
Конный Могой, как и вся Астраханская область, находится в часовой зоне МСК+1. Смещение применяемого времени относительно UTC составляет +4:00.

## Население
| 2002 | 2010 |
| ---- | ---- |
| 145  | ↘122 |

Национальный и гендерный состав
По данным Всероссийской переписи, в 2010 году численность населения составляла 122 человека (62 мужчины и 60 женщин, 50,8 и 49,2 %% соответственно).
Согласно результатам переписи 2002 года, в национальной структуре населения казахи составляют 65 %, русские 34 % от общего численности в 143 жителей.
| Национальность | Численность (2010) | Процент |
| -------------- | ------------------ | ------- |
| Казахи         | 85                 | 70,2%   |
| Русские        | 36                 | 29,8%   |
| Всего          | 121                | 100%    |

## Инфраструктура
Нет данных

## Транспорт
Просёлочные дороги.